# بالاتر از بهشت
بالاتر از بهشت (انگلیسی: Higher Than Heaven) پنجمین آلبوم استودیویی خوانندهٔ انگلیسی الی گولدینگ است که در ۷ آوریل ۲۰۲۳ به‌وسیلهٔ پالیدور رکوردز منتشر شد. این نخستین آلبوم او در سه سال اخیر، پس از درخشان‌ترین آبی (۲۰۲۰) است و به وسیلهٔ تک‌آهنگ‌های «معشوق ملایم»، «بگذار بمیرد»، «مثل یک ناجی» و «تا آخر شب» معرفی شد.

## پیش‌زمینه و انتشار
به گفتهٔ الی گولدینگ، این آلبوم در واکنش به همه‌گیری کووید-۱۹ نوشته شد: «قطعاً یک تاریکی در [دو سال گذشته] وجود داشت که در استودیو قابل لمس بود، و همه آن را به گونه‌ای متفاوت از سر گذرانده بودند. فکر می‌کنم به همین دلیل، هیچ‌کس نمی‌خواست بنشیند و بر سر رابطه‌ای یا درامی رنج بکشد؛ بنابراین این آلبوم از این طریق راست و ریس شد.» گولدینگ بیان کرد که برخلاف آلبوم قبلی او در سال ۲۰۲۰، یعنی درخشان‌ترین آبی، این آلبوم "کمترین آلبوم شخصی" او است. او توضیح داد: "... فکر می‌کنم این بهترین آلبوم است، زیرا باید چیزهای دیگری دربارهٔ خودم کشف کنم.»
در ۱۹ اکتبر ۲۰۲۲، گولدینگ عنوان آلبوم و طرح روی جلد آن را با تاریخ انتشار اولیهٔ ۳ فوریه ۲۰۲۳ را اعلام کرد. با این حال، در ۹ ژانویهٔ ۲۰۲۳، گولدینگ تأخیری اولیه در انتشار تا ۲۴ مارس اعلام کرد. در ۲۸ فوریه، او دومین تأخیر را تا ۷ آوریل اعلام و در مورد مشکلات مربوط به تأمین مواد سازگار با محیط زیست برای قالب‌های فیزیکی آلبوم صحبت کرد.

## بازخورد منتقدان
| بررسی جمعی        | بررسی جمعی |
| منبع              | رتبه‌بندی   |
| ----------------- | ---------- |
| انی‌دیسنت‌میوزیک؟   | ۶٫۶/۱۰     |
| متاکریتیک         | ۷۸/۱۰۰     |
| بررسی انتقادی     |            |
| منبع              | رتبه‌بندی   |
| آل‌میوزیک          | [ ۱۴ ]     |
| تایمز             | [ ۱ ]      |
| دیلی تلگراف       | [ ۲ ]      |
| ان‌ام‌ئی            | [ ۱۵ ]     |
| ایونینگ استاندارد | [ ۱۶ ]     |
| Clash Magazine    | [ ۱۷ ]     |

بالاتر از بهشت عموماً نقدهای مطلوبی از منتقدان موسیقی دریافت کرد. در متاکریتیک، که نوعی نمره استاندارد از ۱۰۰ به نقدهای منتقدان حرفه‌ای اختصاص می‌دهد، بر اساس نظر شش منتقد، میانگین نمرهٔ ۷۸ را به آن داد. انی‌دیسنت‌میوزیک؟ بر اساس ارزیابی از اجماع منتقدان، به آلبوم نمرهٔ ۶٫۶ از ۱۰ داد.

## تاریخچهٔ انتشار
| منطقه | تاریخ        | فرمت(ها)                               | نسخه(ها)  | ناشر           | منا.   |
| ----- | ------------ | -------------------------------------- | --------- | -------------- | ------ |
| مختلف | ۷ آوریل ۲۰۲۳ | کاست سی‌دی دانلود دیجیتالی استریم وینیل | استاندارد | پالیدور رکوردز | [ ۱۸ ] |
| مختلف | ۷ آوریل ۲۰۲۳ | سی‌دی دانلود دیجیتالی استریم            | دیلاکس    | پالیدور رکوردز | [ ۱۹ ] |